# The Waiters' Picnic
The Waiters' Picnic er en amerikansk stumfilm fra 1913 af Mack Sennett.

## Medvirkende
- Mabel Normand som Mabel
- Ford Sterling som Louis
- Roscoe Arbuckle som Oscar
- William Nigh
- Nick Cogley